# 卢贡家族的命运
《卢贡家族的命运》（法語：La Fortune des Rougon）是埃米尔·左拉20部长篇小说系列《卢贡-马卡尔家族》中的第一部小说，发表于1871年。这部小说中有大量人物，其中许多人成为该系列后来小说的中心人物。小说涉及拿破仑三世建立法兰西第二帝国的1851年12月的政变。事件通过法国南部的一个大型省会城市的视角来体验。书名不仅指主角皮埃尔和费利西特·鲁贡追逐的“财富”，还指左拉介绍的各种不同家庭成员的命运，他们的生活对该系列后来的书至关重要。